# 全國農業金庫
全國農業金庫股份有限公司（簡稱農業金庫；金融機構代號：018）是中華民國的農業專業金融机构，總行位於臺北市館前路。農業金庫成立於2005年5月26日，宗旨為協助健全農業金融機構之經營，保障存款人權益，促進農、漁村經濟發展。主管機關為農業部農業金融署。

## 歷史
- 2002年11月30日，行政院召開「全國農業金融會議」，由行政院經濟建設委員會主辦，共識設立一個為農漁業服務的全國性金融機構。
- 2003年7月10日，立法院三讀通過《農業金融法》。
- 2004年1月30日，《農業金融法》正式施行，行政院農業委員會農業金融局成立，開始籌備成立全國農業金庫[3]。
- 2004年7月16日，農業金融局負責成立「全國農業金庫籌備委員會」。
- 2005年1月16日，全國農業金庫董事會成立。
- 2005年4月4日，全國農業金庫取得設立許可；5月13日取得營業執照，5月26日開始營業。
- 2012年10月12日，新設臺中分行。
- 2012年10月26日，新設高雄分行。
- 2016年6月6日，新設新竹分行。
- 2016年6月13日，新設嘉義分行。
- 2019年6月13日，新設臺南分行。
- 2019年7月4日，新設桃園分行。
- 2024年4月12日，新設屏東分行。
- 2025年2月18日，臺中分行由中區喬遷至南屯區，為農業金庫首間自有行舍。

## 據點

### 營業單位
- 總行營業部：臺北市中正區
- 桃園分行：桃園市桃園區
- 新竹分行：新竹縣竹北市
- 臺中分行：臺中市南屯區
- 嘉義分行：嘉義市西區
- 臺南分行：臺南市北區
- 高雄分行：高雄市苓雅區
- 屏東分行：屏東縣屏東市

### 輔導辦公室
- 花蓮辦公室：輔導花蓮縣

## 轉投資子公司
- 農金保險經紀人股份有限公司
- 農金資訊股份有限公司 （页面存档备份，存于）

## 外部連結
- 全國農業金庫 （页面存档备份，存于） 官方網站